# Kamalatmika
U hinduističkoj mitologiji, Kamalatmika (sanskrt कमलात्मिका) božica je sreće, oblik velike božice Lakšmi. Lakšmi je jedna od najpopularnijih božica u hinduizmu. Opisana je kao utjelovljenje obilja i ljepote te kao supruga velikog boga Višnua.
Kamalatmika — poznata i kao Kamala (कमला) — kći je mudraca Bhrigua. Ona je jedna od Mahavidya, prikazivana s lotosom i slonovima.

## Poveznice
- Devi
- Mahavidya